# NGC 1411
NGC 1411 (другие обозначения — IC 1943, MCG −7-8-4, ESO 249-11, PGC 13429) — линзовидная галактика в созвездии Часов. Открыта Джоном Гершелем в 1835 году.

## Характеристики
Галактика имеет тип S0 и интересна тем, что имеет достаточно сложную морфологию, в частности, в ней присутствуют линзы различных типов. По распределению цвета B−V в галактике можно сделать вывод, что в ней присутствует ядерная линза, внутренняя линза, и, возможно, внешняя линза.
В галактике вспыхнула сверхновая SN 1976L, её пиковая видимая звёздная величина составила 17,0.
Галактика NGC 1411 входит в состав группы галактик NGC 1448. Помимо NGC 1411 в группу также входят IC 1970, NGC 1448, PGC 13390 и PGC 13409.

## История открытия
Этот объект входит в число перечисленных в оригинальной редакции «Нового общего каталога». Вероятно, у NGC 1411 есть обозначение IC 1943 в Индекс-каталоге: Льюис Свифт мог наблюдать именно эту галактику, но сделал ошибку в координатах в 9 минут по прямому восхождению, при этом склонение объекта и его описание достаточно точны. Его наблюдение и получило запись IC 1943 в Индекс-каталоге.